# 대천여객
대천여객(大川旅客)은 충청남도 보령시의 시내버스 업체이다.

## 역사 및 현황
1979년 12월 29일 금남여객자동차(현 금남고속)에서 분리 설립되었다. 대천여객은 대천터미널 ~ 대천해수욕장 구간에서 좌석버스를 운행하고 있었으며, 현재, 좌석버스는 운행하고 있지 않으며, 모든 노선이 일반시내버스로 운행중이다.

## 주요 노선
2014년 12월 기준이다.
| 운행업체 | 보유 노선수 | 면허 대수 | 등록 대수 |
| -------- | ----------- | --------- | --------- |
| 대천여객 | 112         | 59        | 59        |

## 현재 보유 차량

#### 자일대우버스
- 자일대우 레스타
- 자일대우 NEW BS090
- 자일대우 NEW BS106

#### 현대자동차
- 현대 그린시티
- 현대 저상 뉴 슈퍼 에어로시티
- 현대 일렉시티

#### 비야디 자동차
- BYD eBus-9